# Sanxenxo

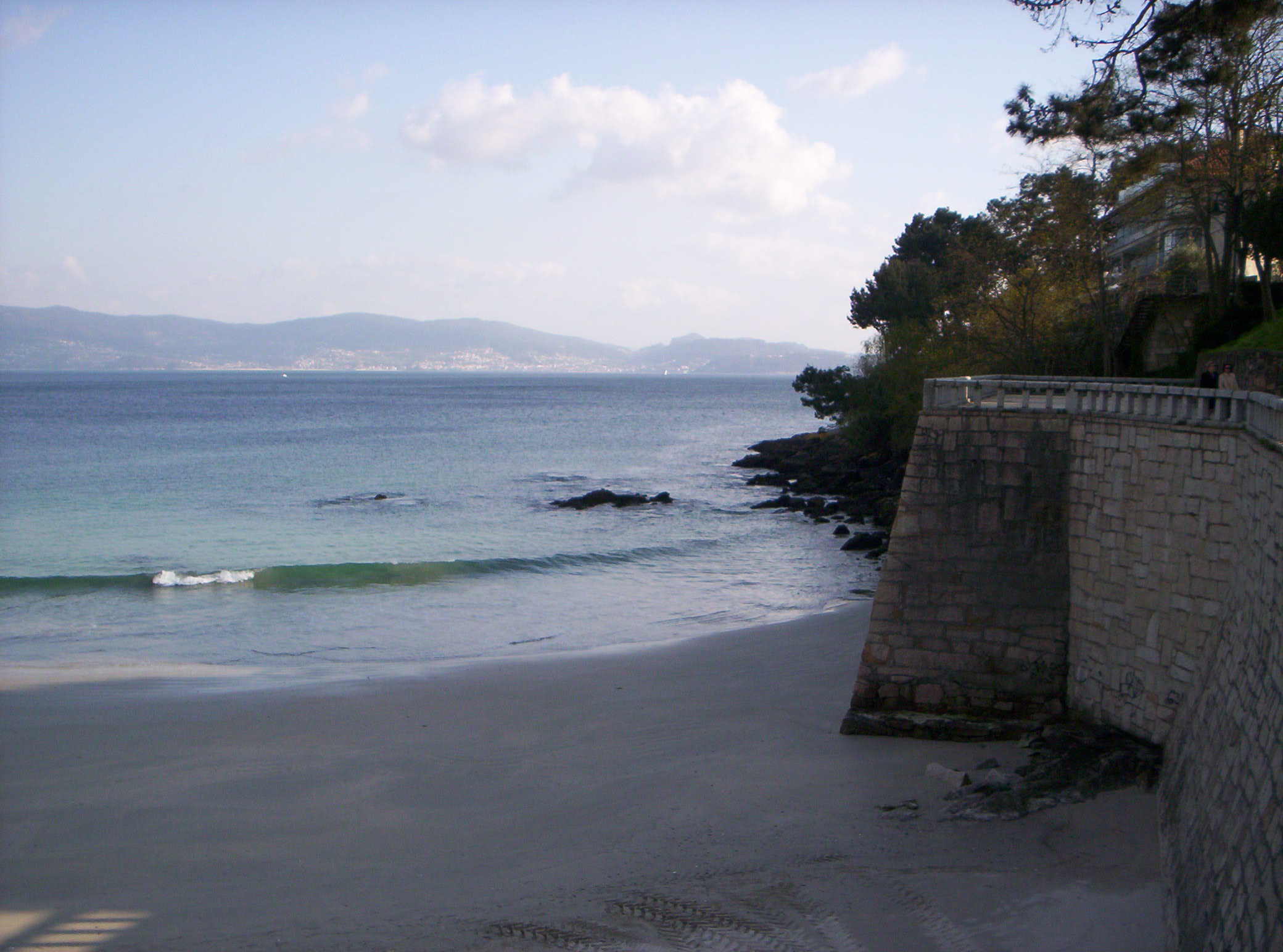
Sanxenxo

Sanxenxo (offizielle Bezeichnung in galicischer Sprache, spanisch Sangenjo) ist eine spanische Gemeinde der Comarca von O Salnés in der Provinz Pontevedra der Region Galicien.

## Etymologie
San Xenxo bedeutet auf Galicisch San Ginés (Heiliger Genesius). San Ginés und Santa Rosalía sind die Schutzpatronen der Stadt; die zugehörigen Festtage sind der 25. August und der 4. September. Nach dem Ley de Normalización Lingüística ist das galicische Sanxenxo der einzige offizielle Name der Gemeinde. Die kastilische Bezeichnung „Sangenjo“ ist somit ein Übersetzungsfehler; richtig müsste es „San Ginés“ heißen.

## Geografie
Sanxenxo ist die spanische Gemeinde mit den meisten Stränden, die 2005 mit der Blauen Flagge ausgezeichnet wurden, darunter A Lanzada, Silgar, Montalvo, Areas und Panadeira.

## Bevölkerungsentwicklung der Gemeinde
Legende: Sangenjo___Sanxenxo

Quelle: INE-Archiv – grafische Aufarbeitung für Wikipedia

## Gemeindegliederung
Die Gemeinde Sanxenxo ist in neun Parroquias gegliedert:
| Parroquias | Patrozinium  | Einwohner 2024 | Fläche km² | Dichte Einw./km² | Höhe msnm | Ortskennzahl |
| ---------- | ------------ | -------------- | ---------- | ---------------- | --------- | ------------ |
| Adina      | Santa María  | 4.893          | 7,68       | 637              | 51        | 36051010000  |
| Arra       | San Amaro    | 406            | 1,50       | 271              | 46        | 36051020000  |
| Bordóns    | San Pedro    | 614            | 2,40       | 256              | 131       | 36051030000  |
| Dorrón     | San Xoán     | 1.349          | 4,23       | 319              | 54        | 36051040000  |
| Gondar     | San Tomé     | 805            | 2,90       | 278              | 45        | 36051050000  |
| Nantes     | Santa Baia   | 786            | 4,22       | 186              | 52        | 36051060000  |
| Noalla     | Santo Estevo | 2.717          | 10,92      | 249              | 120       | 36051070000  |
| Padriñán   | San Xenxo    | 4.081          | 4,98       | 819              | 89        | 36051080000  |
| Vilalonga  | San Pedro    | 2.203          | 5,37       | 410              | 102       | 36051090000  |

## Wirtschaft
| Ackerbau, Viehzucht und Fischerei                                                  | 0391  | 05,53  |
| Industrie                                                                          | 0661  | 09,35  |
| Bauwirtschaft                                                                      | 0709  | 010,03 |
| Dienstleistungsbetriebe                                                            | 5.305 | 075,08 |
| Total                                                                              | 7.066 | 100,00 |
| * Daten aus dem Statistischen Amt für Wirtschaftliche Entwicklung in Galicien, IGE |       |        |

## Festtage
- Fiesta de San Ginés (Fest des Heiligen Genesius), 25. August
- Fiesta de Santa Rosalía (Fest der Heiligen Rosalie), 4. September